# Olesicampe genalis
Olesicampe genalis är en stekelart som beskrevs av Horstmann och Yu 1999. Olesicampe genalis ingår i släktet Olesicampe och familjen brokparasitsteklar. Inga underarter finns listade i Catalogue of Life.